# Bar (Ukraine)
Pour les articles homonymes, voir Bar.
Bar (en ukrainien et en russe : Бар ; en polonais : Bar) est une ville de l'oblast de Vinnytsia, en Ukraine. Sa population était estimée à 15 000 habitants en 2023.
Bar est connu comme « un petit écrin italien » au sein de la Podolie.

## Géographie
Bar se trouve en Podolie, une région historique de l'Ukraine occidentale, à 61 km à l'ouest-sud-ouest de Vinnytsia et à 256 km au sud-ouest de Kiev.

## Villes jumelées
La ville de Bar est jumelée avec des villes comme Bari, Kwidzyn, Rybnik.

## Histoire

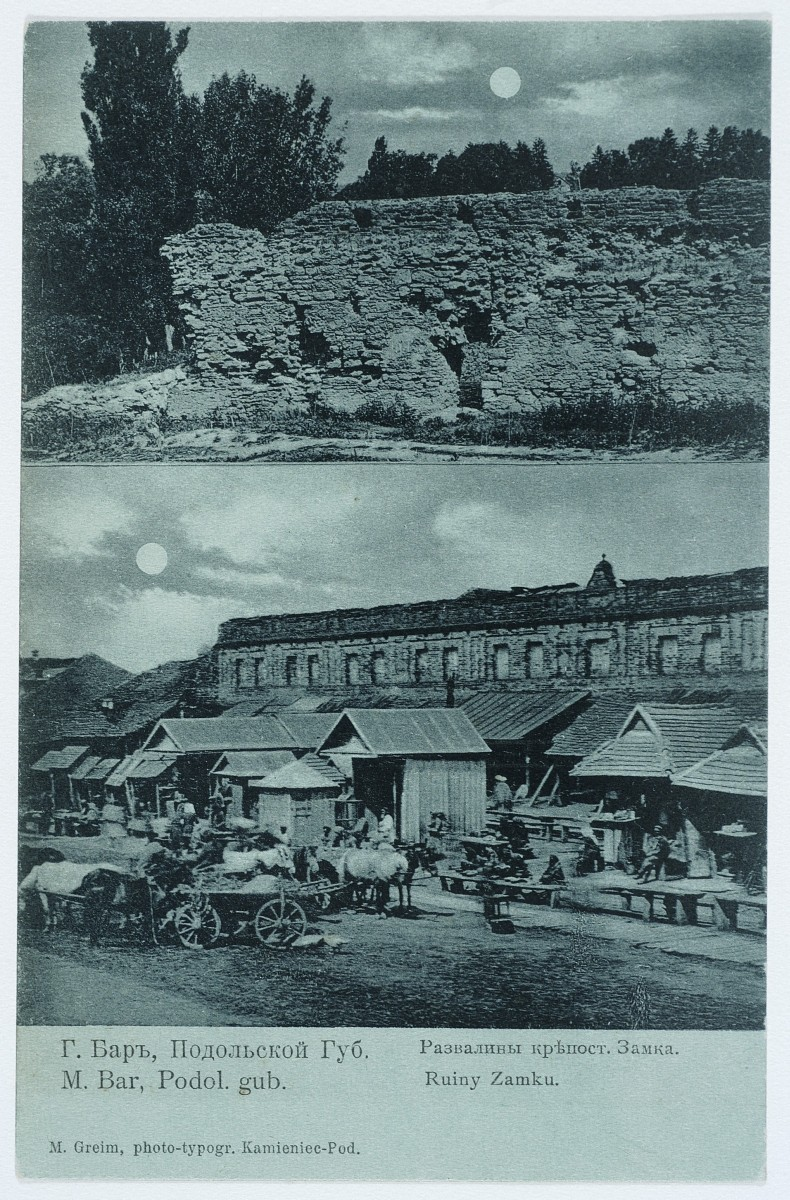
L'ancien château classé.

La ville était un petit avant-poste commercial nommé Row. Au XVIe siècle la reine polonaise Bona Sforza fonda une forteresse sur un rocher dominant la rivière et la nomma Bar, d'après sa ville natale de Bari en Italie. En 1540, le roi de Pologne Sigismond le Vieux accordé le statut de ville à la ville voisine. La forteresse fut assiégée à plusieurs reprises au cours de son histoire et elle était réputée imprenable. Toutefois, pendant le soulèvement de 1648, elle fut prise par les Cosaques commandés par Bogdan Khmelnitski et gravement endommagée. La ville perdit alors une grande partie de sa population.
En 1672, Bar fut conquise par l'Empire ottoman et devint un siège de l'administration locale. Le 12 novembre 1674, la ville et la forteresse furent reprises par les forces de Jean III de Pologne, après quatre jours de siège. Le 29 février 1768, la Confédération de Bar fut formée dans la forteresse. Après la deuxième partition de la Pologne, la ville tomba sous la domination de la Russie et faisait partie du gouvernement de Podolie.
La ville fut incorporée en 1922 à la République socialiste soviétique d'Ukraine. Depuis 1991, elle fait partie de l'Ukraine indépendante.
La ville comptait une population juive importante. Ainsi, lors du recensement de 1897, sur 9 982 habitants, 5 764 sont Juifs. Lors de la Seconde Guerre mondiale, ils seront gardés prisonniers dans des ghettos en 1941. Plusieurs milliers d'entre eux seront assassinés lors d'exécutions de masse en 1942 perpétrées par un Einsatzgruppen,,,.

## Population
Recensements (*) ou estimations de la population :
| 1897* | 1923* | 1926* | 1959* | 1970*  | 1979*  |
| ----- | ----- | ----- | ----- | ------ | ------ |
| 9 982 | 8 372 | 9 431 | 8 704 | 13 543 | 17 675 |

| 1989*  | 2001*  | 2011   | 2012   | 2013   | 2014   |
| ------ | ------ | ------ | ------ | ------ | ------ |
| 19 192 | 17 284 | 16 471 | 16 461 | 16 442 | 16 380 |

## Bibliothèques publiques
Dans le centre-ville il y a une bibliothèque municipale moderne  qui fournit ses services aux habitants et visiteurs de la ville. 
La bibliothèque a été rénovée grâce au soutien financier de la banque KfW en Allemagne au mois de juin, 2015.
Il y a aussi deux petites bibliothèques pour les jeunes lecteurs : la première est située dans le centre-ville et la deuxième non loin du centre hospitalier de Bar. 

## Culture

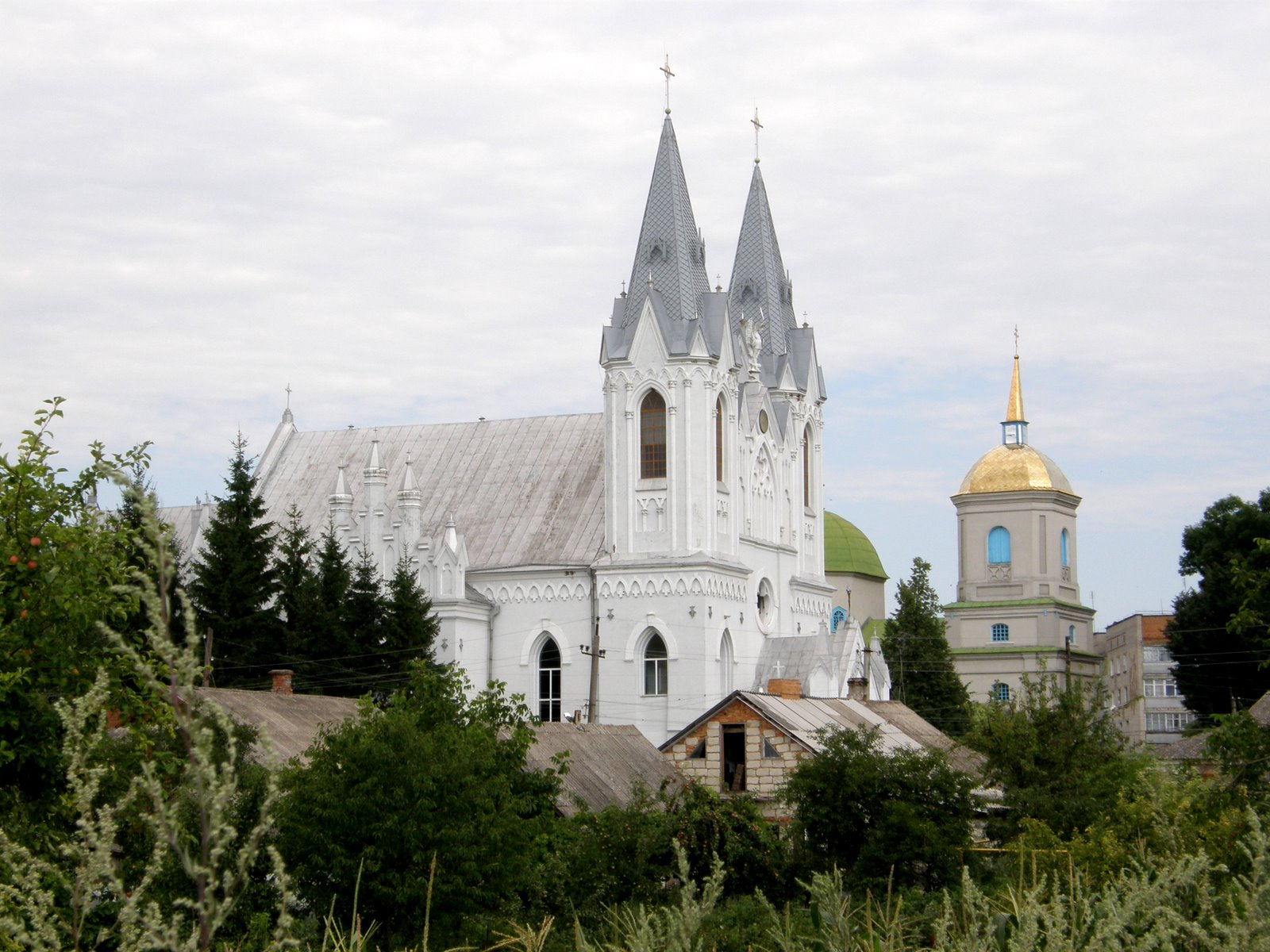
Église catholique ste-Anne, 1811 classée[11],
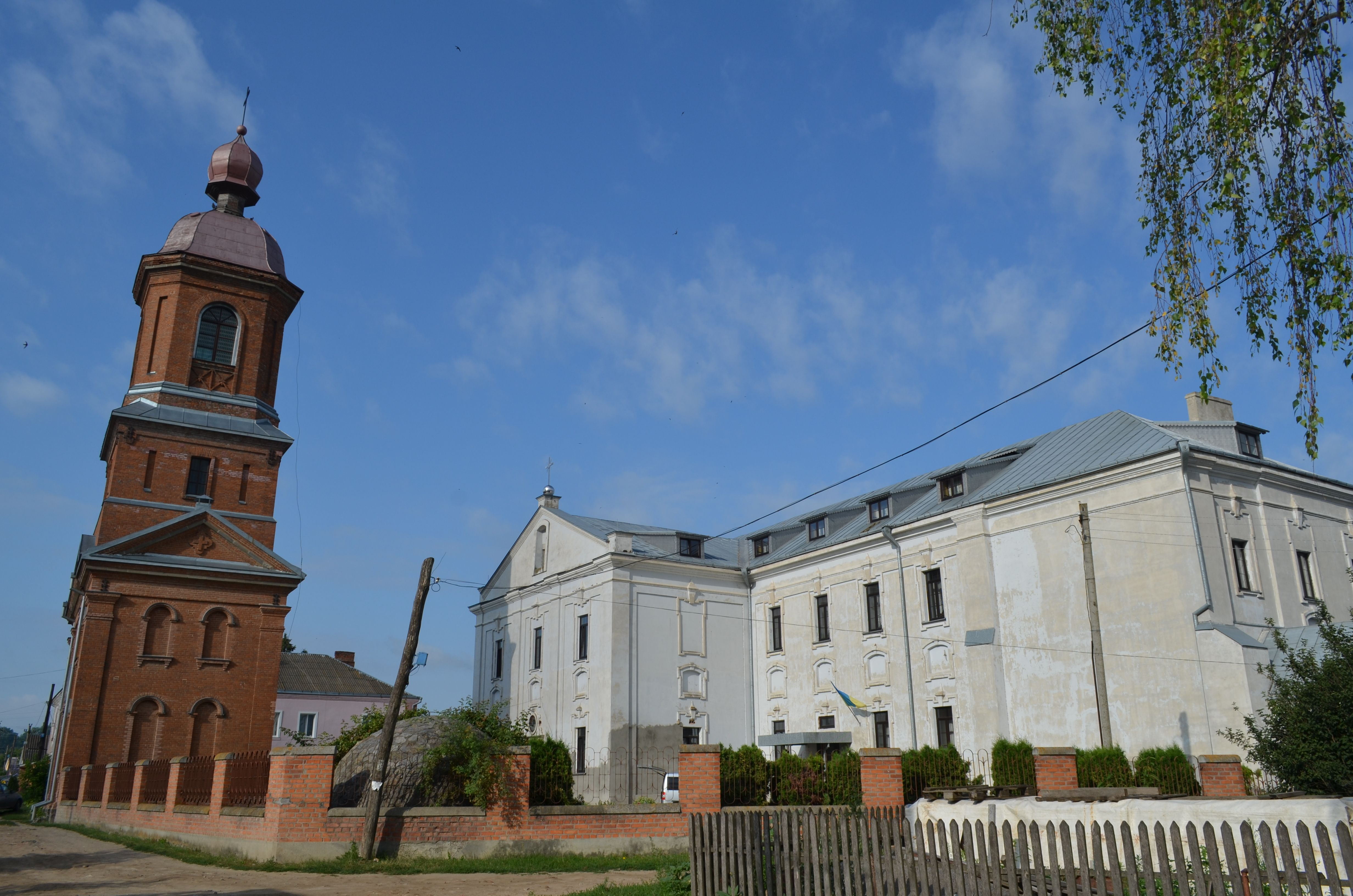
monastère carmélite et l'église de l'Intercession classé[12],[13],
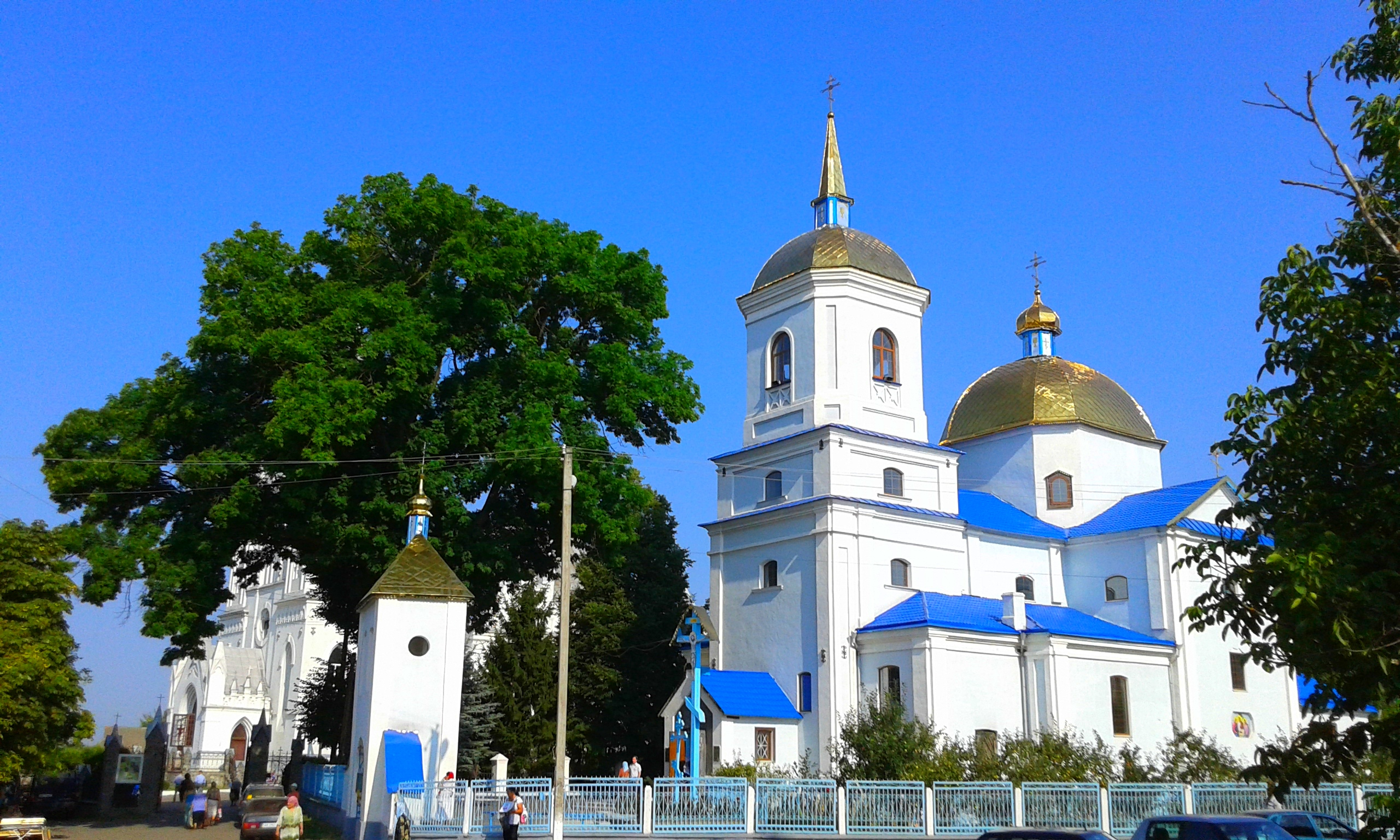
l'église de la Dormition classée[14].

### Culture ukrainienne
La journée de Bar est célébrée chaque septembre,,.
La journée de la Région de Bar est célébrée chaque août.
Le festival de pommes a eu lieu à Bar en 2018.
La troisième conférence  scientifique internationale  “Podolie, la terre de Bar : le patrimoine européen et les perspectives du développement innovant” a eu lieu à Bar en septembre 2014.

## Personnalités
- Viktor Bouniakovski, mathématicien, est né dans la ville en 1804.
- Aleksander Chemeriskii (1880-1942), acteur du mouvement révolutionnaire juif russe et responsable communiste soviétique.
- Theresa Serber Malkiel (1874–1949), ouvrière socialiste et militante juive américaine, est née à Bar.